# Горбань Олександр Ростиславович
Олександр Ростиславович Горбань (* 13 квітня 1963, Кам'янець-Подільський) — український художник. Автор сучасного герба Кам'янця-Подільського (1995).

## Біографічні відомості

Сучасний герб Кам'янця-Подільського. Автор Олександр Горбань

Закінчив 1980 року Кам'янець-Подільську СШ № 9, згодом Київський художньо-промисловий технікум, Харківський художньо-промисловий інститут.
Варіант герба Кам'янця-Подільського, розроблений Горбанем, 21 вересня 1995 року затверджено сесією Кам'янець-Подільської міської Ради.
Першу персональну виставку відкрито в Кам'янці-Подільському 23 липня 1996 року.
Мистецтвознавець Наталія Урсу-Яворська так охарактеризувала творчість художника :
| «Має Кам'янець свого майстра романтичного пейзажу — Олександра Горбаня (1963), який поєднує світ архітектури і природи в цілість. Його акварелі вишукані, прозорі, з примхливою грою мерехтливого світла. Акварельна техніка „по вологому“ дає авторові змогу поглянути романтично й замріяно на архітектуру в природному оточенні. Акварельним ведутам цього майстра притаманні стриманий колорит, ніжність переходів з одного вальору до іншого, делікатність зіставлення тонів („Краєвид з Покровською церквою“)». |